# Castelló (métro de Valence)
Pour les articles homonymes, voir Castelló.
Castelló est une station terminus de la ligne 1 du métro de Valence. Elle est située rue Gaspar-Valentí, à Castelló.

## Situation sur le réseau
Établie en surface, la station Castelló du métro de Valence est située sur la ligne 1, dont elle constitue le terminus sud, après Alberic.

## Histoire
La station ouvre au public le 8 octobre 1988, à l'occasion de la mise en service du réseau,. Elle porte le nom de Villanueva de Castellón jusqu'en 2022.